# SuperNanny (Portugal)
SuperNanny foi um doc-reality emitido pela SIC, desde 14 de janeiro de 2018 a 21 de janeiro de 2018, apresentado por Teresa Paula Marques.

## Sinopse
Teresa Paula Marques é a “Supernanny” e vai ao encontro das famílias portuguesas para ajudar a controlar a rebeldia dos filhos e dar resposta aos apelos de pais e educadores.

## Audiências
| Data de Transmissão   | Rating | Share | Ref.  |
| --------------------- | ------ | ----- | ----- |
| 14 de janeiro de 2018 | 12,2%  | 24,2% | [ 3 ] |
| 21 de janeiro de 2018 | 12,9%  | 26,0% | [ 4 ] |
| Total                 | 15,4%  | 29,3% | [ 5 ] |

## Episódios
| Temporada | Temporada | Episódios | Exibição              | Exibição              |
| Temporada | Temporada | Episódios | Estreia               | Final                 |
| --------- | --------- | --------- | --------------------- | --------------------- |
|           | 1         | 2         | 14 de janeiro de 2018 | 21 de janeiro de 2018 |

## Lista de Episódios
| # | # | Titulo          | Exibição SIC          |
| - | - | --------------- | --------------------- |
| 1 | 1 | "Episódio n.º1" | 14 de janeiro de 2018 |
| 2 | 2 | "Episódio n.º2" | 21 de janeiro de 2018 |

## Queixas e controvérsias que originaram o término do programa
No domingo, a SIC estreou o programa SuperNanny – que aborda maus comportamentos das crianças e onde a “psicóloga“ Teresa Paula Marques ajuda os pais a lidar com a rebeldia dos filhos. Na segunda-feira, o reality show foi alvo de várias críticas, que acusam o programa de violar os direitos das crianças. A UNICEF considerou que o "conteúdo do programa televisivo 'Supernanny', transmitido ontem, dia 14 de Janeiro, pela SIC, vai contra o interesse superior das crianças, violando alguns dos seus direitos". Já a Comissão Nacional de Promoção dos Direitos e Protecção das Crianças e Jovens afirmou que o novo programa da SIC tem um "elevado risco" de violar os "direitos das crianças", no que diz respeito ao "direito à sua imagem, à reserva da sua vida privada e à sua intimidade". O Instituto de Apoio à Criança (IAC) manifestou-se sobre o reality show, considerando-o "uma violação do direito de uma Criança à sua imagem e à intimidade da sua vida privada". Por seu lado, a Ordem dos Psicólogos repudiou a "prática da psicologia em programas de divulgação massiva, bem como a conivência do psicólogo na exposição pública das pessoas, nomeadamente pela participação em programas no formato de reality show". A Entidade Reguladora para a Comunicação Social (ERC) recebeu várias queixas relativas ao SuperNanny. Segundo a ERC, as queixas recebidas visam "alegadas violações de direitos fundamentais das crianças". "A ERC - Entidade Reguladora para a Comunicação Social confirma a entrada de participações/preocupações subscritas por diferentes cidadãos visando o programa "Supernanny" emitido na SIC, a 14 de Janeiro de 2018", referiu a ERC em comunicado. "Os textos versam essencialmente sobre uma alegada violação de direitos fundamentais e serão oportunamente apreciados pelo Conselho Regulador da ERC."
A SIC defendeu-se, garantindo que o "SuperNanny não gera efeitos negativos ou de censura em ambiente escolar e social, antes contribuindo para uma melhoria significativa da qualidade de vida familiar". Houve ainda telespectadores que defenderam o programa mencionando o facto de que em outros países o mesmo é bem aceite.
Todas estas queixas e controvérsias fizeram com que a SIC estivesse impedida de emitir o programa, sendo então, cancelado e deixando episódios por exibir. Foram ainda tirados os episódios já exibidos de todas as plataformas que os disponibilizavam.